# Caerleon Roman Fortress and Baths
Caerleon Roman Fortress and Baths er et museum der omfatter de arkæologiske ruiner af det romerske legionærfort kaldet Isca Augusta der ligger i byen Caerleon, nær Newport, South Wales. Det er det ene af blot tre permanente romerske forter i Romersk Britannien (de andre var i hhv. York og Chester), og ruinerne i Caerleon har givet en unik mulighed for at studere de romerske forter, da det er mindre påvirket af senere aktivitet i middelalderen og moderne tid end de øvrige forter.
I 1900-tallet var det genstand for en del arkæologisk aktivitet, og det består i dag af fire offentlige arkæologiske områder, inklusive museet, der drives af Cadw kaldet Caerleon Roman Fortress and Baths (walisisk: Caer a Baddonau Rhufeinig Caerllion), som indeholder udgravningerne af fortets badstue.
I 2012 havde den romerske badstue over 40.000 besøgende.
Der udover findes det mest komplette udgravede amfiteater i Storbritannien, en serie barakker og National Roman Legion Museum. Fortet og den omkringliggende civile bebyggelse er stadig under udgravning og undersøgelse.